# Çukur
Çukur es una serie de televisión turca producida por Ay Yapım, para Show TV, que se estrenó el 23 de octubre de 2017. Luego de 4 temporadas y 131 episodios, finalizó el 7 de junio de 2021.

## Trama
La familia Koçovalı se dedica al crimen organizado y gobierna bajo sus reglas el barrio de Çukur, uno de los barrios más peligrosos de Estambul. El hijo menor de la familia, Yamaç, se alejó de Çukur para vivir una vida alejada del crimen. Sin embargo, tendrá que regresar con su familia, debido a la pérdida reciente de su hermano, Kahraman, dejando atrás a Sena, la mujer con la que recién se ha casado.

## Reparto

### Personajes principales
- Yamaç Koçovalı (Aras Bulut İynemli): Es el hijo menor de la familia Koçovalı . Padre de Masal y Yamaç Koçovalı.  (Temporadas 1-4).
- Sena Koçovalı (Dilan Çiçek Deniz): Ella es la esposa de Yamaç. Sena es secuestrada por un Plan siniestro y asesinada por Yücel (Temporada 1-2). Aparece al final de la cuarta temporada con Yamaç.
- Idris Kocovali  (Ercan Kesal) El guía de çukur Padre de la familia Kocovali. Muere para salvar la vida de toda su familia
- Sultan Koçovalı (Perihan Savaş): La madre de la familia Koçovalı.  (Temporadas 1-4).
- Vartolu Sadettin / Salih Koçovalı (Erkan Kolçak Köstendil): hijo ilegítimo de la familia Koçovalı.  Casado con Saadet.  Padre de Junior Idris Koçovalı.  (Temporadas 1-4).
- Cumali Koçovalı (Necip Memili): El hijo mayor de la familia Koçovalı.  Está casado con Damla y es el padre de Asiye Koçovalı.  (Temporadas 2-4).
- Aliço (Rıza Kocaoğlu): Tiene autismo.  Los ojos y los oídos de Koçovalı en la calle.  (Temporadas 1-4).
- Efsun Kent Koçovalı (Damla Sönmez): Hija de Baykal, viene a vengar su muerte. Esposa de Yamaç Koçovalı al final de la cuarta temporada. Madre de Masal Koçovalı. (Temporadas 3-4)
- Cumali Koçovalı (Amca) / Halil İbrahim Gökçetaş (Müfit Kayacan): El hermano mayor de İdris Koçovalı.  (Temporada 4).

### Personajes de apoyo
- Akın Koçovalı (Burak Dakak): Hijo de Selim y Ayşe.  Casado con yasmin. (Temporada 2 recurrente, temporadas principales 3-4)
- Nehir bursalı (Hazal Subaşı) madre de yamaç koçovalı jr (temporadas 3-4)
- Damla Koçovalı (Hare Sürel): hhija de Uluç.  Casado con Cumali Koçovalı.  Madre de Asiye Koçovalı.  (Temporadas 2-4)
- Saadet Koçovalı (Boncuk Yılmaz): Casada con Vartolu / Salih.  Madre de Junior Idris Koçovalı.  (Temporadas 1-4)
- Karaca Koçovalı (Ece Yaşar): hija de Selim y Ayşe.  Asesinado por Cumali Koçovalı (Amca).  (Temporadas 1-4)
- Ayşe Yılmaz (İrem Altuğ): exesposa de Selim.  Karaca y la madre de Akın.  Casado con Murtaza.  (Temporadas 1-4)
- Emmi (Kadir Çermik): amigo de la infancia de Idris.  Asesinado por Cumali Koçovalı (Amca) (Temporadas 1-4)
- Celasun (Kubilay Aka): Es uno de los jóvenes del barrio.  El hombre de Koçovalı.  Se casó con Akşın Koçovalı, la hija de Kahraman.  Asesinado por Cumali Koçovalı (Amca) (Temporadas 1-4).
- Meke ( tr): Es uno de los jóvenes del barrio.  El hombre de Koçovalı.  (Temporadas 1-4)
- Metin ( tr): hermano mayor de Kemal.  El hombre de Koçovalı.  (Temporadas 1-4).
- Medet ( tr): el hombre de Vartolu.  (Temporadas 1-4)
- Murtaza ( tr): antiguo aprendiz de Paşa.  Casado  con Ayşe.  (Temporadas 3-4)
- Yasmin Koçovalı (Gamze Doğanoğlu) Hermana de Iskender.  Casado con Akın.  (Temporada 4)

## Temporadas
| Temporada | Temporada | Episodios | Rango de episodios | Emisión original         | Emisión original    |
| Temporada | Temporada | Episodios | Rango de episodios | Inicio                   | Final               |
| --------- | --------- | --------- | ------------------ | ------------------------ | ------------------- |
|           | 1         | 33        | 1 - 33             | 23 de octubre de 2017    | 11 de junio de 2018 |
|           | 2         | 34        | 34 - 67            | 17 de septiembre de 2018 | 27 de mayo de 2019  |
|           | 3         | 26        | 68 - 93            | 16 de septiembre de 2019 | 20 de abril de 2020 |
|           | 4         | 38        | 94 - 131           | 7 de septiembre de 2020  | 7 de junio de 2021  |

## Premios y nominaciones
| Año  | Premios                 | Categoría               | Nominado(a)                                 | Resultado | Ref.  |
| ---- | ----------------------- | ----------------------- | ------------------------------------------- | --------- | ----- |
| 2018 | GQMoty                  | Actor del año           | Aras Bulut İynemli                          | Ganador   | [ 3 ] |
| 2018 | Altin Objektif Ödülleri | Serie del año           | Çukur                                       | Ganadora  | [ 4 ] |
| 2018 | Altin Objektif Ödülleri | Mejor actor             | Aras Bulut İynemli                          | Ganador   |       |
| 2018 | Altin Objektif Ödülleri | Mejor actor de reparto  | Erkan Kolçak Köstendil                      | Ganador   |       |
| 2018 | Altin Objektif Ödülleri | Mejor actriz            | Dilan Çiçek Deniz                           | Ganadora  |       |
| 2018 | Altin Objektif Ödülleri | Mejor actriz de reparto | Perihan Savaş                               | Ganadora  |       |
| 2018 | Kemal Sunal Ödülleri    | Mejor actor del año     | Aras Bulut İynemli & Erkan Kolçak Köstendil | Ganadores | [ 5 ] |
| 2018 | Kemal Sunal Ödülleri    | Mejor actor de reparto  | Rıza Kocaoğlu                               | Ganador   |       |
| 2018 | Kemal Sunal Ödülleri    | Mejor serie             | Çukur                                       | Ganador   |       |
| 2018 | Premios Altın Kelebek   | Mejor serie             | Çukur                                       | Ganadora  | [ 6 ] |
| 2018 | Premios Altın Kelebek   | Mejor actor             | Aras Bulut İynemli                          | Ganador   | [ 6 ] |
| 2018 | Premios Altın Kelebek   | Mejor música de serie   | Toygar Işıklı                               | Ganador   | [ 6 ] |
| 2018 | Premios Altın Kelebek   | Mejor actriz            | Dilan Çiçek Deniz                           | Nominada  | [ 7 ] |
| 2018 | Premios Altın Kelebek   | Mejor actor             | Erkan Kolçak Köstendil                      | Nominado  | [ 7 ] |
| 2018 | Premios Altın Kelebek   | Mejor guionista         | Gökhan Horzum                               | Nominado  | [ 7 ] |
| 2018 | Premios Altın Kelebek   | Mejor director          | Sinan Öztürk                                | Nominado  | [ 7 ] |
| 2018 | Premios Altın Kelebek   | Mejor actor infantil    | Doğan Can Sarıkaya                          | Nominado  | [ 7 ] |
| 2018 | Premios Altın Kelebek   | Mejor pareja de serie   | Aras Bulut İynemli - Dilan Çiçek Deniz      | Nominados | [ 7 ] |